# Jona Lewie
Jona Lewie, geboren als John Lewis, (Southampton, 14 maart 1947) is een Brits zanger, songwriter en musicus.
Lewis startte in de muziekindustrie als sessiepianist. Hij vormde eind jaren zestig de cultpubrockband Brett Marvin and the Thunderbolts. De groep was enkele jaren een populaire liveband, maar hun enige mainstream-hitsingle was Seaside Shuffle uit 1972, uitgebracht onder de naam van Terry Dactyl and the Dinosaurs. De hit heeft veel weg van Mungo Jerry's hoog scorende In The Summertime uit 1970 en bereikte nummer 2 in de Britse singlehitlijst en nummer 16 in de Veronica Top 40.
Het leek erop dat Lewis een eendagsvlieg zou worden, totdat hij in 1977 werd gecontracteerd door Stiff Records (eerste single: Come away). Hij had een solohit met het synthpopnummer You'll Always Find Me in the Kitchen at Parties (1980). Zijn volgende single, Big Shot - Momentarily, maakte geen indruk, maar daarna had hij zijn grootste (en tot op heden zijn laatste) wereldwijde hit met Stop the Cavalry. Het is nog steeds een van de meest gedraaide kerstmisnummers, al was het nummer daar in eerste instantie niet voor bedoeld. Stop the Cavalry bevat slecht één zin die aan het feest refereert; deze zin had Lewis op het laatste moment toegevoegd toen hij zich realiseerde dat de single in november zou worden uitgebracht.

## Discografie

### Albums
- Alias Jona Lewie (1975)
- On the other hand there's a fist (1978)
- Gatecrasher (1980)
- Heart Skips Beat (1982)
- Optimistic (1993)
- The Best of Jona Lewie (2002)

### Singles
| Single met eventuele hitnotering(en) in de Nederlandse Top 40 | Datum van verschijnen | Datum van binnenkomst | Hoogste positie | Aantal weken | Opmerkingen                                                                                           |
| ------------------------------------------------------------- | --------------------- | --------------------- | --------------- | ------------ | --- |
| Seaside Shuffle                                               | 1972                  | 09-09-1972            | 15              | 6            | als Terry Dactyl and the Dinosaurs / #15 in de Daverende Dertig                                       |
| Cherry Ring                                                   | 1977                  | 03-12-1977            | tip9            | -            | |
| Come away                                                     | 1977                  | 01-04-1978            | 20              | 6            | als Terry Dactyl and the Dinosaurs / #26 in de Nationale Hitparade / Veronica Alarmschijf Hilversum 3 |
| You'll Always Find Me in the Kitchen at Parties               | 1980                  | 31-05-1980            | 31              | 4            | #30 in de Nationale Hitparade / #28 in de TROS Top 50 / TROS Paradeplaat Hilversum 3                  |
| Stop the Cavalry                                              | 1980                  | 20-12-1980            | 9               | 7            | #6 in de Nationale Hitparade / #10 in de TROS Top 50                                                  |

| Single met hitnotering(en) in de Vlaamse Ultratop 50 | Datum van verschijnen | Datum van binnenkomst | Hoogste positie | Aantal weken | Opmerkingen |
| ---------------------------------------------------- | --------------------- | --------------------- | --------------- | ------------ | ----------- |
| You'll Always Find Me in the Kitchen at Parties      | 1980                  | 14-06-1980            | 22              | 2            |             |
| Stop the Cavalry                                     | 1980                  | 03-01-1981            | 5               | 9            |             |
| Louise (We Get It Right)                             | 1981                  | 30-05-1981            | 22              | 6            |             |

### NPO Radio 2 Top 2000
| Nummer met noteringen in de NPO Radio 2 Top 2000 | '99  | '00 | '01  |
| ------------------------------------------------ | ---- | --- | ---- |
| Stop The Cavalry                                 | 1815 | -   | 1873 |

1. ↑  Een '-' betekent dat het nummer niet was genoteerd en een vetgedrukt getal geeft de hoogste notering aan.
2. ↑  Deze tabel is bijgewerkt tot en met de laatste editie (2024).

## Trivia
De intro van het nummer Hallelujah Europa van Jona Lewie werd eind jaren zeventig, begin jaren tachtig gebruikt als herkenningsmelodie van het VARA-televisieprogramma De Ombudsman.
- Bibliothèque nationale de France: cb13896611k (data)
- Gemeinsame Normdatei: 134444264
- International Standard Name Identifier: 0000 0000 5514 4782
- Library of Congress Control Number: n95078252
- MusicBrainz: ad7eed52-e228-465e-a275-3005c7786dd4
- Nationale Bibliotheek van Tsjechië: xx0216401
- Nederlandse Thesaurus van Auteursnamen: 099096463
- Virtual International Authority File: 51875929
- WorldCat: E39PBJB8ttH9wQgjWBRrYMT8md